# ديفيد ريازانوف
ديفيد ريازانوف، ديفيد بوريسوفيتش غولدنداخ (10 مارس 1870 – 21 يناير 1938)، ثوري روسي، ومؤرخ، وببليوغرافي، وأمين أرشيف. من الأفضل ذكر ريازانوف باعتباره مؤسس معهد ماركس-إنجلز وأول محرر يبذل جهدًا هائلًا لنشر الأعمال المجمعة لهذين المؤسسين للحركة الاشتراكية الحديثة. يُذكر أيضًا ريازانوف باعتباره ضحية بارزة للتطهير العظيم في أواخر الثلاثينيات من القرن العشرين.

## فترة النفي الأولى
نُفي ريازانوف عام 1900. في العام التالي في برلين، أنشأ ريازانوف وشركاؤه في التفكير مجموعة ماركسية صغيرة سميت «بوربا» (النضال)، والتي حاولت توحيد الماركسيين الروس المهاجرين. استبعِدت مجموعة ريازانوف من المؤتمر الثاني لحزب العمل الاشتراكي الديمقراطي الروسي الذي عقد في لندن وبروكسل في صيف عام 1903. مع انقسام الحزب بين الجناحين البلشفي والمنشفي في أعقاب هذا المؤتمر التاريخي، رفض ريازانوف ورفاقه بحدة الانضمام إلى أي من الفصيلين.
في عام 1903 أصبح ريازانوف أول كاتب يقدم مفهوم الثورة الدائمة إلى الأدب السياسي للماركسية الروسية عندما نشر ثلاث دراسات في جنيف تحت عنوان مواد حول برنامج حزب العمال. جادل ريازانوف بأن صعود الرأسمالية في روسيا يمثل خروجًا أساسيًا عن النمط الذي شوهد في أماكن أخرى من أوروبا، معارضًا بذلك آراء جورجي بليخانوف. أشار ريازانوف إلى أن العدد الكبير والمركزية للشركات الصناعية الروسية تشكل ضعفًا نسبيًا للطبقات الوسطى الروسية وإمكانية كبيرة لوجود قوى من الحركة الماركسية الروسية التي من شأنها أن تقود الثورة ضد الاستبداد القيصري ومنذ ذلك الحين فصاعدًا نحو الاشتراكية.
عاد ريازانوف إلى روسيا بعد وقت قصير من بداية الثورة الروسية عام 1905، وذهب للعمل في الحركة النقابية في العاصمة سانت بطرسبرغ. مع ذلك، انتهت الانتفاضة بالفشل من قبل الثوار، واعتقل ريازانوف وحكِم عليه بالترحيل مرة أخرى في عام 1907.

## فترة النفي الثانية
هاجر ريازانوف إلى الغرب بعد فترة وجيزة من إدانته عام 1907. خلال هذه الفترة خروجه الثانية، كرس ريازانوف نفسه للدراسات التاريخية، ودرس تاريخ جمعية الشغيلة العالمية في أرشيفات الحزب الاشتراكي الديمقراطي الألماني وفي المتحف البريطاني في لندن.
أثناء وجوده في لندن، قرأ ريازانوف على نطاق واسع ملفات جريدة نيويورك تريبيون وغيرها من الصحف، وجمع المواد التي كتبها كارل ماركس وفريدريك إنجلز للصحافة الدورية. جمع ريازانوف مواد ماركس وإنجلز الصحفية بشق الأنفس ونشرها في كتاب عام 1917، عزز هذا الكتاب سمعة ريازانوف كواحد من الخبراء العالميين الرائدين في الإنتاج الأدبي لهذين النجمين الرائدين في الاشتراكية الحديثة.
خلال فترة نفي ريازانوف الثانية، أصبح شريكًا سياسيًا وثيقًا لليون تروتسكي، وساهم بانتظام في صحيفة فيينا الأخيرة، برافدا. دعم ريازانوف بنشاط لجنة تروتسكي للمقاطعات، وهي مجموعة تشاطرت الآراء الأممية للبلاشفة حول مسألة الحرب ولكنها اختلفت معهم في المسائل التنظيمية، سعيًا وراء الوحدة مع العناصر الثورية في معسكر المنشفيك.
كان ريازانوف أيضًا أحد المشاركين في مؤتمر زيمروالد للأممية الثانية عام 1915. رفض ريازانوف الدعم الاجتماعي الوطني للحرب العالمية الأولى الذي قدمه العديد من الاشتراكيين في أوروبا الغربية وكذلك الانهزامية الثورية التي قدمها البلاشفة.
أثناء الحرب، عاش ريازانوف في باريس، وساهم مرارًا في الصحف الاشتراكية الناطقة بالروسية ذا فويس، وآور وورد.